# Tone Gunn Frustøl
Tone Gunn Frustøl (* 21. Juni 1975 in Asker; ⚭ Tone Gunn Frustøl Eriksen) ist eine ehemalige norwegische Fußballspielerin, die von 1994 bis 1999 für die A-Nationalmannschaft spielte und mit ihr auch 1995 den Weltmeistertitel gewann.

## Karriere

### Vereine
Frustøl spielte im Seniorinnenbereich zunächst für den in ihrem Geburtsort – in der gleichnamigen Kommune in der Provinz Akershus – ansässigen Asker Fotball, der Frauenfußballabteilung des Asker SK. In der Toppserien, der höchsten Spielklasse im norwegischen Frauenfußball bestritt sie in der Spielzeit 1997 ihre ersten beiden Punktspiele. Am 10. Mai gehörte sie der Mannschaft erstmals in einem Punktspiel an, die das Auswärtsspiel gegen den am 27. Dezember 1996 gegründeten und eigenständigen Frauenfußballverein FK Athene Moss mit 2:1 gewann. In der Folgespielzeit wurde sie bereits in 16 Punktspielen eingesetzt, in denen sie drei Tore erzielte; ihre ersten beiden gelangen ihr am 30. Mai 1998 beim 6:0-Sieg im Auswärtsspiel gegen den IF Fløya mit den Treffern zum 5:0 und 6:0 in der 66. und 84. Minute. In der Spielzeit 1999 konnte sie die Anzahl ihrer erzielten Tore mit sechs in 17 Punktspielen gar verdoppeln.
In der Spielzeit 2000 wirkte sie in einem einzigen Punktspiel für den Fotballklubben Donn aus dem Stadtteil Lund in Kristiansand in einer unteren Liga. Von 2001 bis 2004 gehörte sie ein zweites Mal Asker Fotball an, für den sie fünf Tore in 58 Punktspielen erzielte. Mit dieser Mannschaft gewann sie zweimal die Meisterschaft und erreichte auch zweimal das Finale um den nationalen Vereinspokal. Im Jahr 2001 war sie dem Trondheims-Ørn SK mit 2:3 und im Jahr 2004 dem Røa IL mit 1:2 unterlegen.
In der Spielzeit 2006 war sie für den Ligakonkurrenten Amazon Grimstad FK in vier Punktspielen aktiv, bevor sie in der Folgespielzeit ein zweites Mal für den Fotballklubben Donn ein weiteres und ein einziges Punktspiel bestritt.

### Nationalmannschaft
Frustøl kam als Nationalspielerin für den NFF in der U16-Nationalmannschaft das erste Mal zum Einsatz. In sechs Länderspielen erzielte sie fünf Tore; ihr erstes gleich in ihrem ersten Länderspiel am 7. Juni 1991 beim 1:1-Unentschieden im Freundschaftsspiel gegen die U16-Nationalmannschaft Israels in Skedsmo. In ihrem letzten Länderspiel dieser Altersklasse, beim 2:0-Sieg im Freundschaftsspiel gegen die U16-Nationalmannschaft Dänemarks am 5. Juli 1991 in Pajulahti, erzielte sie beide Tore.
Für die U20-Nationalmannschaft bestritt sie in einem Zeitraum von fünf Jahren 20 Länderspiele. Ihr erstes bestritt sie am 27. März 1992 in Martigues bei der 1:3-Niederlage im Freundschaftsspiel gegen die U20-Nationalmannschaft Frankreichs als Einwechselspielerin für Anne Nymark Rylandsholm und ihr letztes am 3. November 1996 in Pagani bei der 1:3-Niederlage gegen die U20-Nationalmannschaft Italiens. Ihre beiden Länderspieltore erzielte sie am 12. Mai 1995 in Kvam beim 3:0-Sieg im Freundschaftsspiel gegen die U20-Nationalmannschaft Schwedens mit den Treffern zum 1:0 und 2:0 in der 31. und 46. Minute.
Für die A-Nationalmannschaft kam sie in sechs Jahren in 32 Länderspielen zum Einsatz. Mit ihrem ersten von acht in Freundschaft ausgetragenen Länderspielen debütierte sie für diese am 4. Mai 1994 in Brøndby beim 5:2-Sieg über die Nationalmannschaft Dänemarks mit Einwechslung in der 75. Minute für Kristin Sandberg.
Mit der Mannschaft nahm sie dreimal am Turnier um den Algarve-Cup teil, in denen sie 1996, 1997 und 1999 jeweils alle drei Gruppenspiele, ein Platzierungsspiel und zwei Finalspiele bestritt und diese mit 4:0 und 1:0 gegen die Nationalmannschaften Schwedens und Chinas gewann.
Sie wurde ferner in vier EM-Qualifikationsspielen, jeweils einem WM-Qualifikationsspiel und einem Spiel im olympischen Fußballturnier 1996 (Spiel um Bronze – 2:0 vs. Brasilien) berücksichtigt, wie auch in sechs WM-Endrundenspielen (1. Spiel Gruppe B 1995, 3 Spiele Gruppe C 1999, sowie das Viertel- und Halbfinale).

## Erfolge
Nationalmannschaft
- Weltmeisterin: 1995
- Olympische Bronzemedaille 1996
- Algarve-Cup-Siegerin: 1996, 1997

Asker Fotball
- Norwegische Meisterin: 1998, 1999
- Norwegische Pokal-Finalistin: 2001, 2004